# نظامی‌سازی پلیس

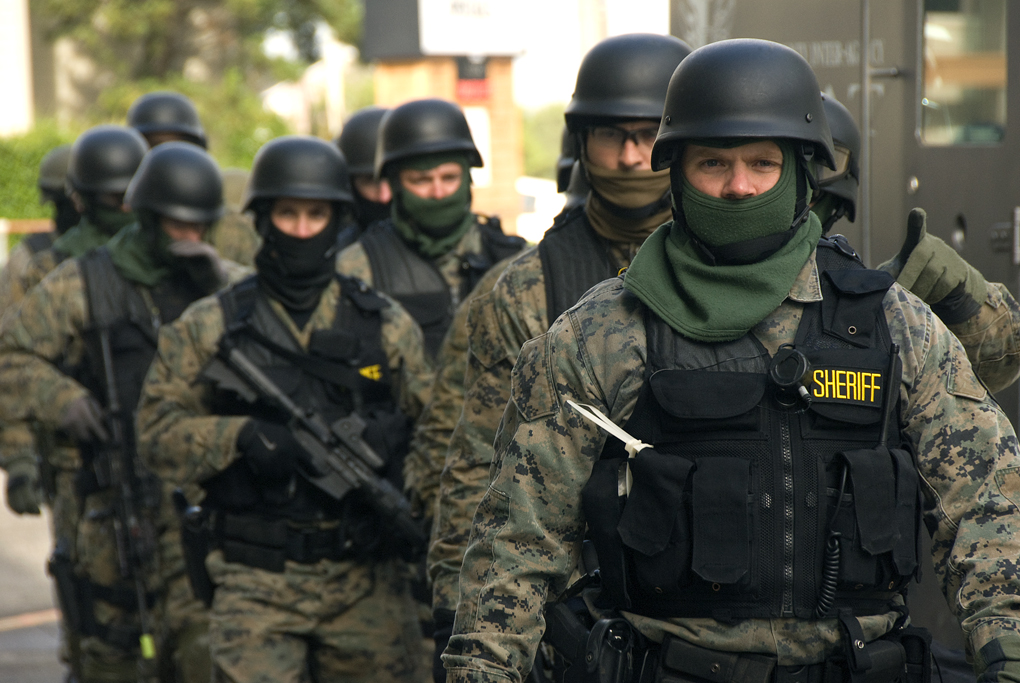
اعضای تیم سلاح‌ها و تاکتیک‌های ویژه (SWAT)، که برخی از آنها مسلح به تفنگ‌های تهاجمی هستند، برای یک تمرین آماده می‌شوند.

نظامی‌سازی پلیس (انگلیسی: Militarization of police) (در برخی رسانه‌ها، شبه‌نظامی‌سازی پلیس) به معنای استفاده از تجهیزات و تاکتیک‌های نظامی توسط مأموران اجرای قانون است. این روش شامل استفاده از نفربرهای زرهی، تفنگ‌های تهاجمی، مسلسل‌های دستی، نارنجک‌های صوتی، تفنگ‌های تک‌تیرانداز و تیم‌های سلاح‌ها و تاکتیک‌های ویژه می‌شود. نظامی‌سازی اجرای قانون همچنین با جمع‌آوری اطلاعات به سبک آژانس‌های اطلاعاتی با هدف قرار دادن عموم مردم و فعالان سیاسی و با سبکی تهاجمی‌تر از اجرای قانون مرتبط است. پیتر کراسکا، استاد عدالت کیفری، نظامی‌سازی پلیس را به عنوان «فرآیندی که طی آن پلیس غیرنظامی به‌طور فزاینده‌ای از اصول نظامی‌گری و مدل نظامی الهام می‌گیرد و خود را بر اساس آن الگوسازی می‌کند» تعریف کرده است.
ناظران به نظامی‌سازی پلیس اعتراضات، اشاره کرده‌اند. از دهه ۱۹۷۰، پلیس ضد شورش با استفاده از اسلحه‌هایی با گلوله‌های لاستیکی یا گلوله‌های پلاستیکی به معترضان شلیک کرده است. گاز اشک‌آور که توسط نیروی زمینی ایالات متحده آمریکا برای مهار اغتشاش در سال ۱۹۱۹ توسعه داده شد، هنوز هم به‌طور گسترده علیه معترضان استفاده می‌شود. استفاده از گاز اشک‌آور در جنگ توسط معاهدات مختلف بین‌المللی که اکثر ایالت‌ها امضا کرده‌اند، ممنوع است. با این حال، استفاده از آن برای اجرای قانون یا ارتش در موقعیت‌های داخلی یا غیرجنگی مجاز است.
نگرانی‌هایی در مورد نظامی شدن پلیس توسط هر دو سر طیف سیاسی در ایالات متحده مطرح شده است، و هم مؤسسه کیتو و هم اتحادیه آزادی‌های مدنی آمریکا، انتقاداتی را از این عمل ابراز کرده‌اند. انجمن برادران پلیس از تجهیز مأموران اجرای قانون به تجهیزات نظامی حمایت کرده و ادعا می‌کند که این امر ایمنی مأموران را افزایش می‌دهد و آنها را قادر می‌سازد تا از مردم و سایر امدادگران (به عنوان مثال، آتش‌نشانان و پرسنل خدمات پزشکی اورژانس) محافظت کنند. با این حال، یک مطالعه در سال ۲۰۱۷ نشان داد که نیروهای پلیسی که تجهیزات نظامی دریافت کرده‌اند، صرف نظر از میزان جرم و جنایت محلی، احتمال برخورد خشونت‌آمیز با مردم را بیشتر داشته‌اند. یک مطالعه در سال ۲۰۱۸ نشان داد که واحدهای پلیس نظامی‌شده در ایالات متحده، حتی پس از کنترل نرخ جرایم محلی، بیشتر در جوامعی با سهم زیادی از آمریکایی‌های آفریقایی‌تبار مستقر شده‌اند.
بسیاری از کشورها نیز حداقل یک ژاندارمری دارند که یک نیروی نظامی با وظایف اجرای قانون در میان جمعیت غیرنظامی است.
فرانسه برخی از سلاح‌ها را به عنوان «سلاح‌های نیروی واسطه» طبقه‌بندی می‌کند، مانند نسخه بازسازی‌شده ال‌بی‌دی ۴۰ از نارنجک‌انداز نظامی سوئیسی جی ال۰۶ که در موقعیت‌های پلیس ضد شورش یا علیه افراد در مداخلات خاص‌تر استفاده می‌شود.
در حالی که قدرت کامل اسلحه‌های نظامی را ندارند، برخی از سلاح‌ها سنگین‌تر از سلاح‌های معمولی پلیس هستند و همچنان کشنده هستند. این سلاح‌ها اغلب با عنوان «سلاح‌های کشتار محدود» شناخته می‌شوند.